# Fasanbyggnaden

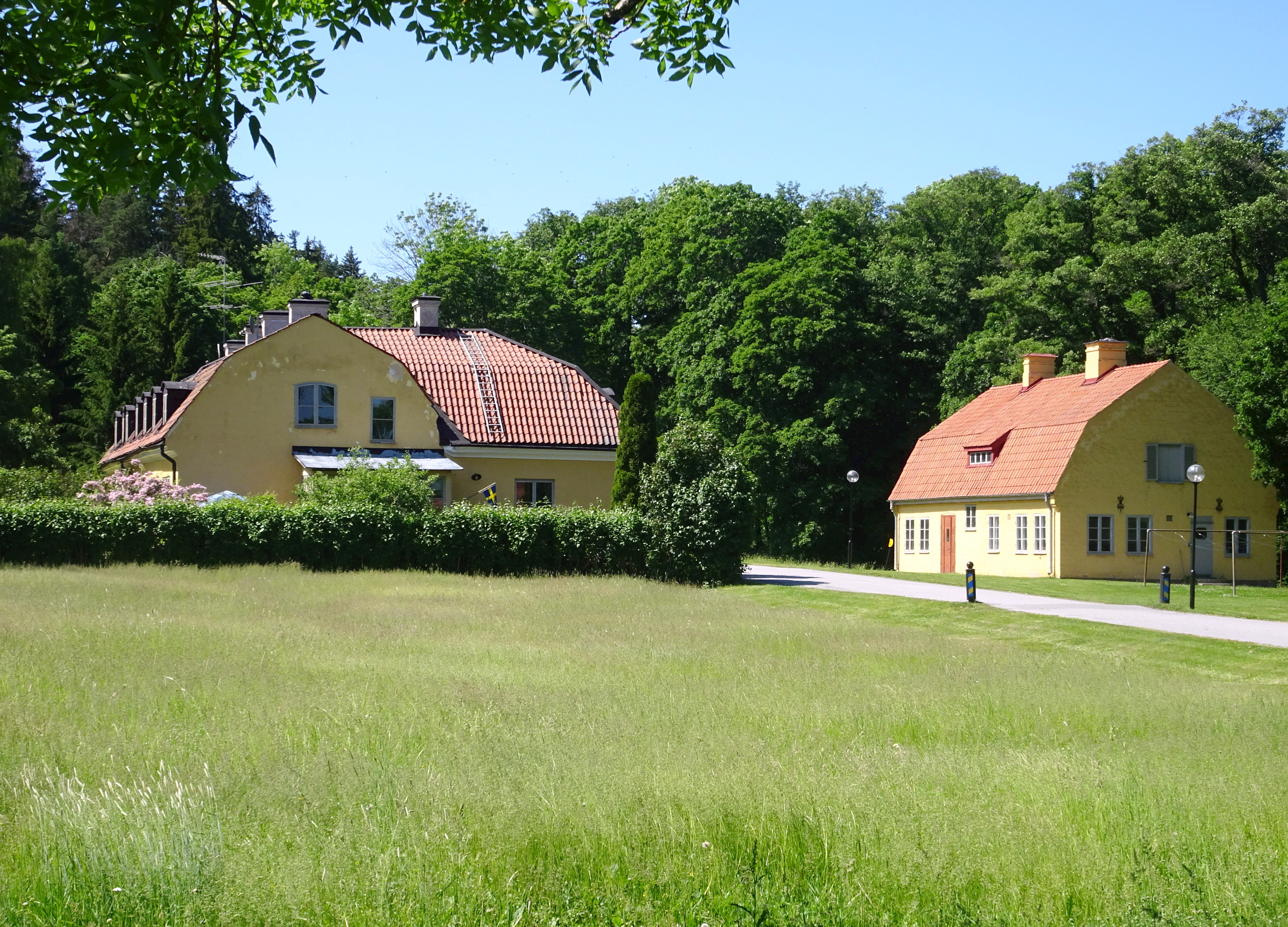
Fasanbyggnaden (till vänster) och Slottstvättstugan, juni 2020.

Fasanbyggnaden kallas en kulturhistoriskt värdefull byggnad vid Fasangårdsvägen 10 på Ulriksdals slottsområde i Solna kommun. Mittemot på Fasangårdsvägen 11 ligger Slottstvättstugan från 1911 där fasanskötaren hade sin bostad mellan 1766 och 1776. Båda husen ligger på slottsfastigheten Ulriksdal 2:3 som är ett statligt byggnadsminne sedan år 1935.

## Historik

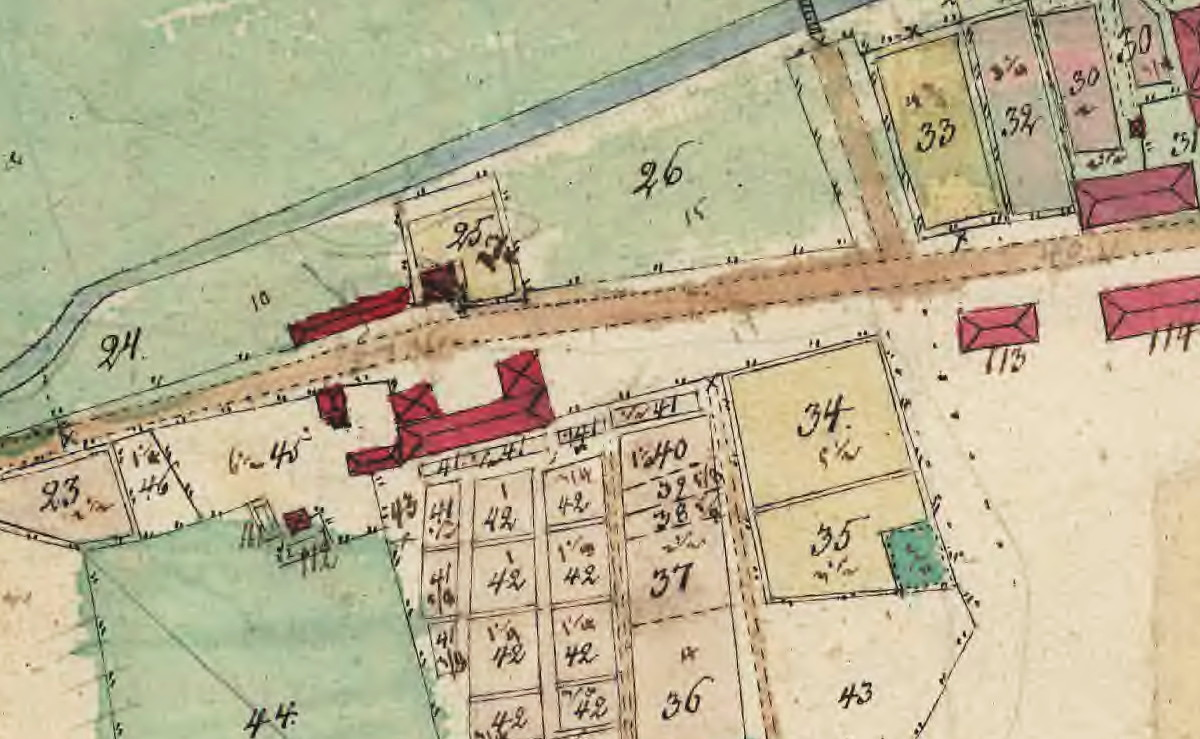
Karta från 1808, Fasanbyggnaden och Klockställarens bostad (24, 25, 26).

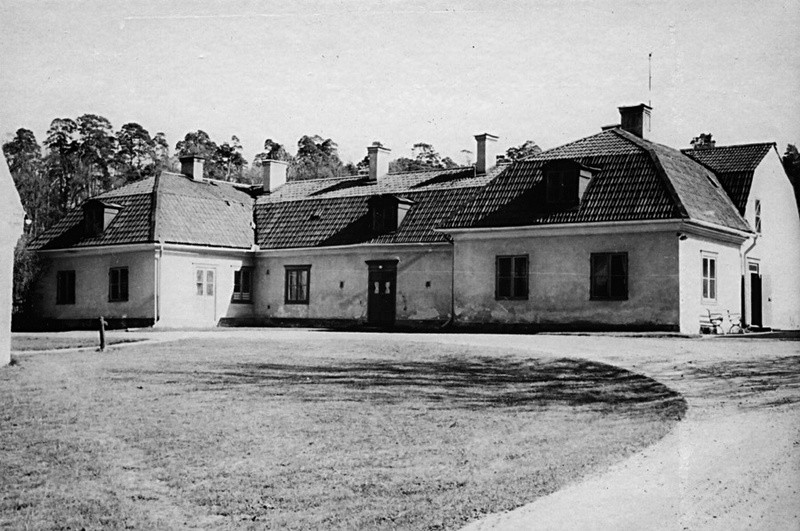
Ulriksdals Fasanbyggnad 1968.

### Fasanbyggnaden
Fasanbyggnaden ligger tillsammans med Slottstvättstugan längst i väster vid dagens Fasangårdsvägen. Fasanbyggnaden uppfördes 1729 på uppdrag av kung Fredrik I när han nyttjade Ulriksdal som jaktslott. Här gjordes de första försöken i Sverige med att föda upp fasaner, eller Tjäder Kreatur som de kallades.
Söder om byggnaden låg fasangården där fåglarna hölls instängda bakom stängsel, till skydd för vilda djur. I samband med den kungliga jakten släpptes de fria för att skjutas. På 1740-talet flyttades verksamheten lite längre söderut till tomten för nuvarande Villa Beylon. Samtidigt fick Fasanbyggnaden sitt nuvarande utseende och blev bostadshus, vilket det är fortfarande. Det rör sig om en slätputsad stenbyggnad i 1½ våningar under ett brutet och tegeltäckt sadeltak. Mot norr och vägen märks två utskjutande flygelpartier. Bakom västra gaveln låg den Kongl. Ridgården, slottets beridarebana.
Efter 1766 flyttade fasaneriet tillbaka nära sitt ursprungliga ställe. På nuvarande Slottstvättstugans plats fanns då ett mindre fasanhus i en långsträckt byggnad tillsammans med ett bostadshus för fasanskötaren. Han var samtidigt Klock Ställare som hade till uppgift att sköta slottets alla klockor, och hörde till slottets fasta personal. Klockställaren hade en körsbärsträdgård i sin trädgårdstäppa. Kålgården (grönsakslandet) hade han tillsammans med slottsfogden. Uppfödningen av fasaner på slottsområdet pågick fram till 1776.

### Slottstvättstugan
År 1911 ersattes klockställarens bostad med nuvarande byggnad, Slottstvättstugan, ritad av arkitekt Sigge Cronstedt. Även det är en slätputsad stenbyggnad i 1½ våningar under ett brutet sadeltak och med samma färgsättning som Fasanbyggnaden. Innan dess låg tvätteriet vid Igelbäcken i vilken tvätten rengjordes. 
Den nya anläggningen uppfördes söder om Igelbäcken och fick rinnande vatten och elektricitet. Till en början hade tvättstugan två avdelningar; en större för slottets tvätt och en mindre för personalens privata tvätt. På vinden inrättades en torkvind. Det fanns även stryk- och mangelrum. Än idag inhyser byggnaden en tvättstuga i östra halvan av huset, bland annat för Fasanbyggnadens hyresgäster. I västra halvan ligger en verkstad.

## Bilder

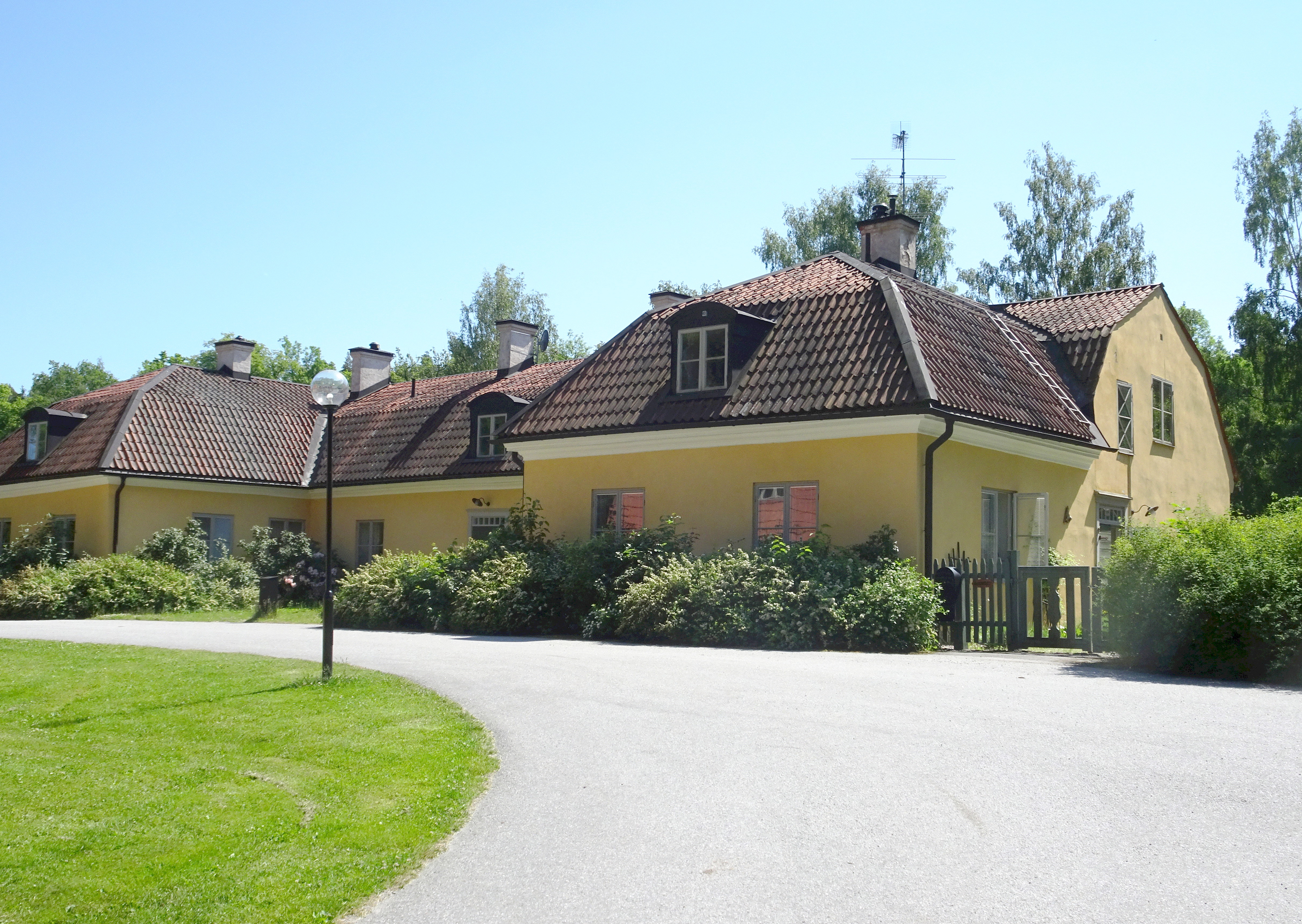
Fasanbyggnaden från nordväst.
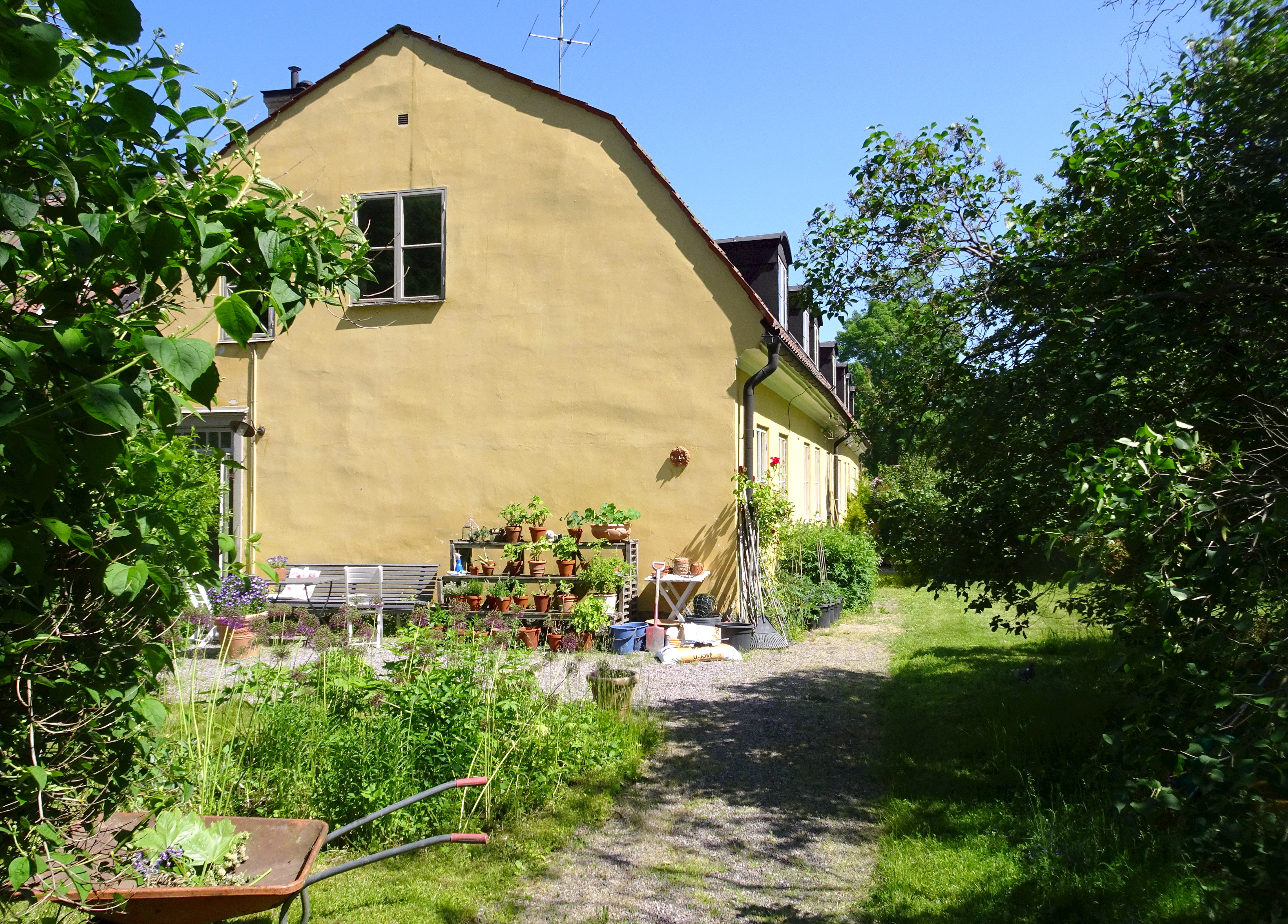
Fasanbyggnaden, västra gavel.
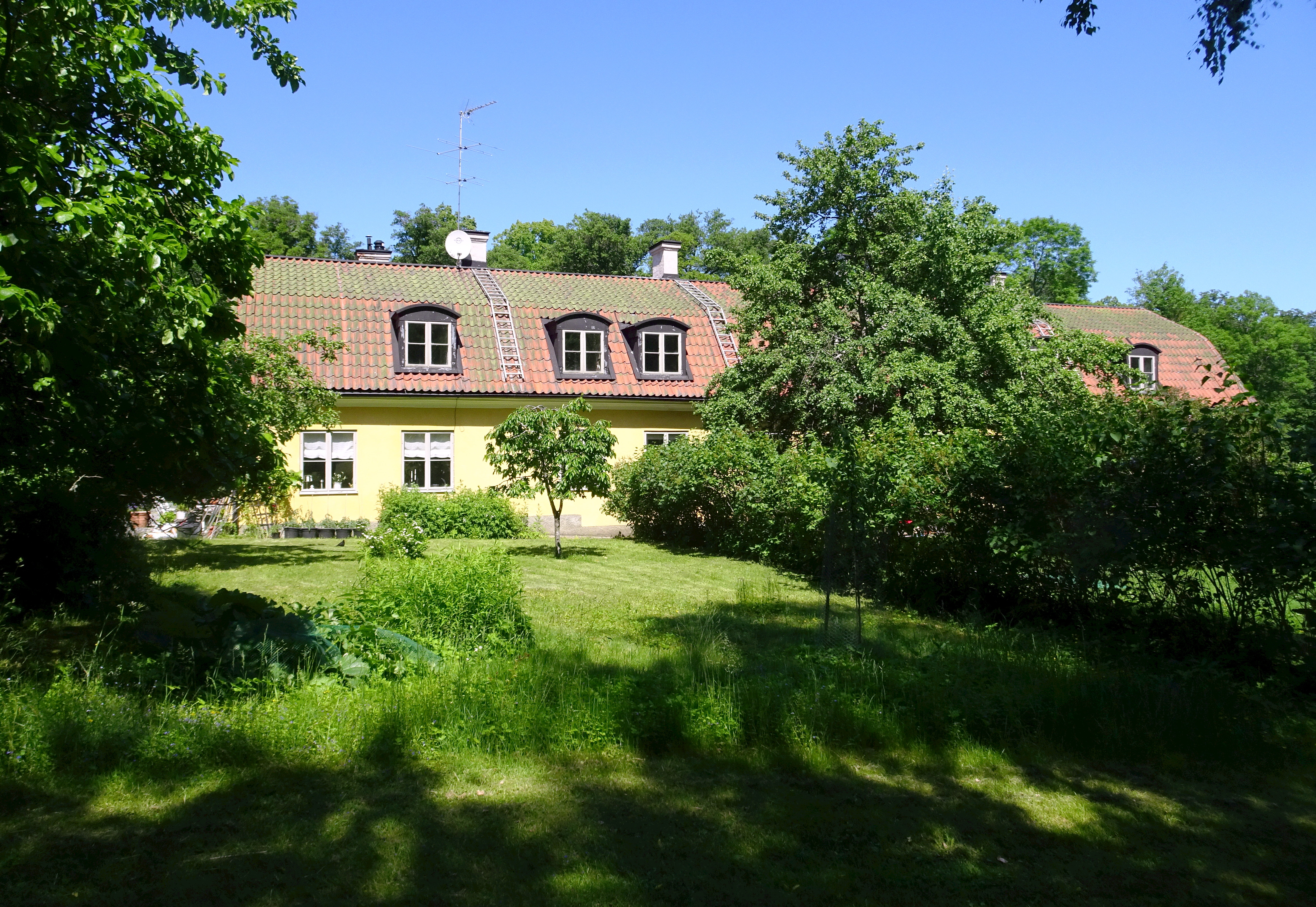
Fasanbyggnaden och före detta fasangården.
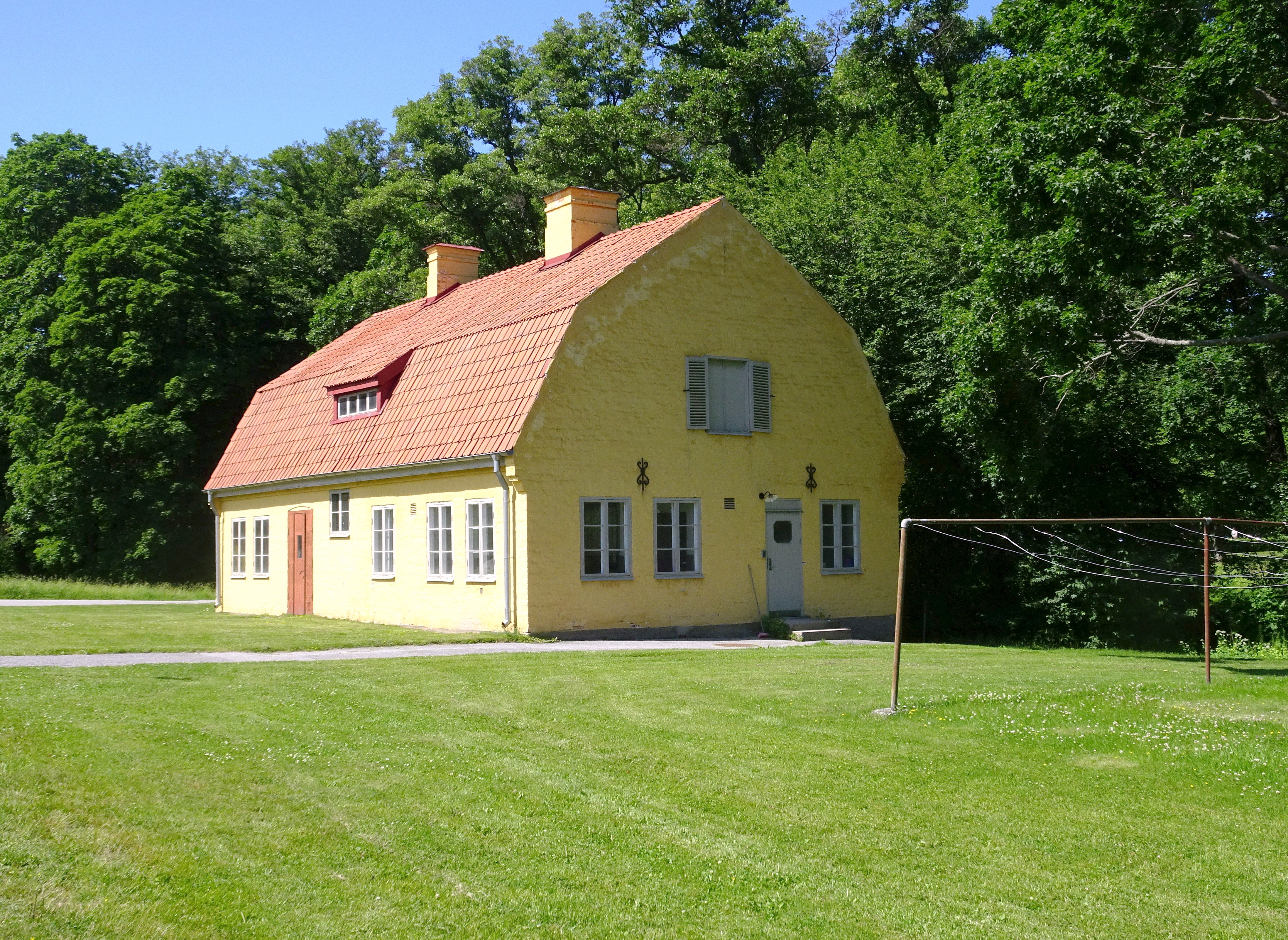
Slottstvättstugan från sydost.